# Daphne Park
Daphne Margaret Sybil Désirée Park, née le 1er septembre 1921 dans le Surrey (Royaume-Uni) et morte le 24 mars 2010, baronne Park de Monmouth, est une espionne britannique. Employée par le MI6, elle a notamment été agent secret à Hanoï, à Moscou, en République démocratique du Congo et en Zambie.

## Biographie
Elle est la fille de John Alexander et de Doreen Gwynneth Park ; son père ayant contacté une tuberculose, il est envoyé en Afrique pour se reposer. Il sert en tant que officier de renseignement durant la Première Guerre mondiale. Par la suite, il travaille comme fermier de tabac et prospecteur d'or. Alors qu'elle est âgée de six mois, Daphne Park voyage en Afrique avec sa mère pour rejoindre son père.
À 11 ans, elle retourne en Angleterre et est éduquée à l'école Rosa Basset (en), à Streatham et au Somerville College où elle obtient son diplôme en 1943.
À la fin de ses études, la Seconde Guerre mondiale commence. Daphne Park veut aider son pays et devient espionne. Elle compte sur sa simplicité pour passer inaperçue. Un jour, elle utilise sa 2CV pour transporter en cachette le secrétaire du président du Congo et le mettre à l'abri. Cet homme devient ensuite le chef des services secrets du Congo et un contact essentiel pour la jeune femme. Elle travaille en tant qu'espionne pendant plus de trente ans.
Elle est principale du Somerville College de 1980 à 1989, succédant à Barbara Craig. Catherine Hughes lui succède à son tour en 1989.
Le 27 février 1990, elle est créée paire à vie dans la pairie du Royaume-Uni en tant que baronne Park de Monmouth, ce qui lui permet de siéger à la Chambre des lords.
Elle meurt à Oxford, le 24 mars 2010